# Stjerne til støv
Stjerne til støv er Sebastians 12. studiealbum, udgivet i 1981. Ligesom Cirkus Fantastica, Live og 80'ernes Boheme er det indspillet med, hvad der ofte er blevet omtalt som "superbandet" eller "stjernebandet": Nils Henriksen, Kenneth Knudsen, Lis Sørensen, Michael Friis og Alex Riel (foruden medvirken af andre musikere). Det var Sebastians første udgivelse på Medley Records, efter at han havde forladt CBS ved indgangen til 1981.
Albummet er musikalsk set meget varieret i udtrykket, idet det spænder fra storladne pop/rocksange som "Romeo" og "Stille før storm" til mere afdæmpede numre som "Sommerfuglen" og titelnummeret "Stjerne til støv". Blandt andre stilelementer kan nævnes en vis reggaepåvirkning i "Vind og vejrhaner" samt musik fra tiden omkring anden verdenskrig i "Lili M", der var inspireret af den tyske sang "Lili Marleen". På tekstsiden finder man nogle af Sebastians mere kritiske sange i "Presidenten", der kan høres som en kritik af Ronald Reagan, samt "Vind og vejrhaner", der omhandler medløberi.
Stjerne til støv var Sebastians største albumsucces med et pladesalg på mere end 130.000 eksemplarer. Succesen skyldtes bl.a. numre som "Romeo" samt "Stille før storm", der har vokal af Lis Sørensen, og som siden er blevet hendes signaturmelodi. Albummet betrages ofte som et hovedværk i dansk rockmusik, og det er senere medtaget i Kulturkanonen, hvor den bl.a. fik følgende ord med på vejen: "Sangene tager sjældent den lige vej hjem, men myldrer med finter, farver og detaljer. Sebastian har en række af landets mest kompetente musikere i ryggen, og de giver musikken et væld af klange, som gør Stjerne til støv til en atypisk rockplade."
"La Dolce Vita" er en genindspilning: originalversionen findes på Gøgleren, Anton og de andre fra 1975. "Romeo" blev senere et hit for dance-sangeren Blå Øjne.

## Numre

### Side 1
1. "Romeo" (5:20)
2. "Sommerfuglen" (4:00)
3. "Vind & vejrhaner" (4:30)
4. "Stille før storm" (4:10)

### Side 2
1. "Presidenten" (4:50)
2. "Lili M" (3:25)
3. "La Dolce Vita" (4:50)
4. "Stjerne til støv" (5:15)